# Wera-Werk
Wera Werk — производитель ручного инструмента Wera Werk Hermann Werner GmbH & Co. Компания расположена в городе Вупперталь, Германия. Основана в 1936 году.
Компания имеет два региональных филиала: в Великобритании (Честерфилд, Дербишир, Англия) и в Северной Америке (Онтарио, Канада), где известна как Wera Tools Inc. Также производство компании расположено в городе Бистршице-над-Пернштейнем (Чехия).
Wera является частной компанией и насчитывает более 650 человек.

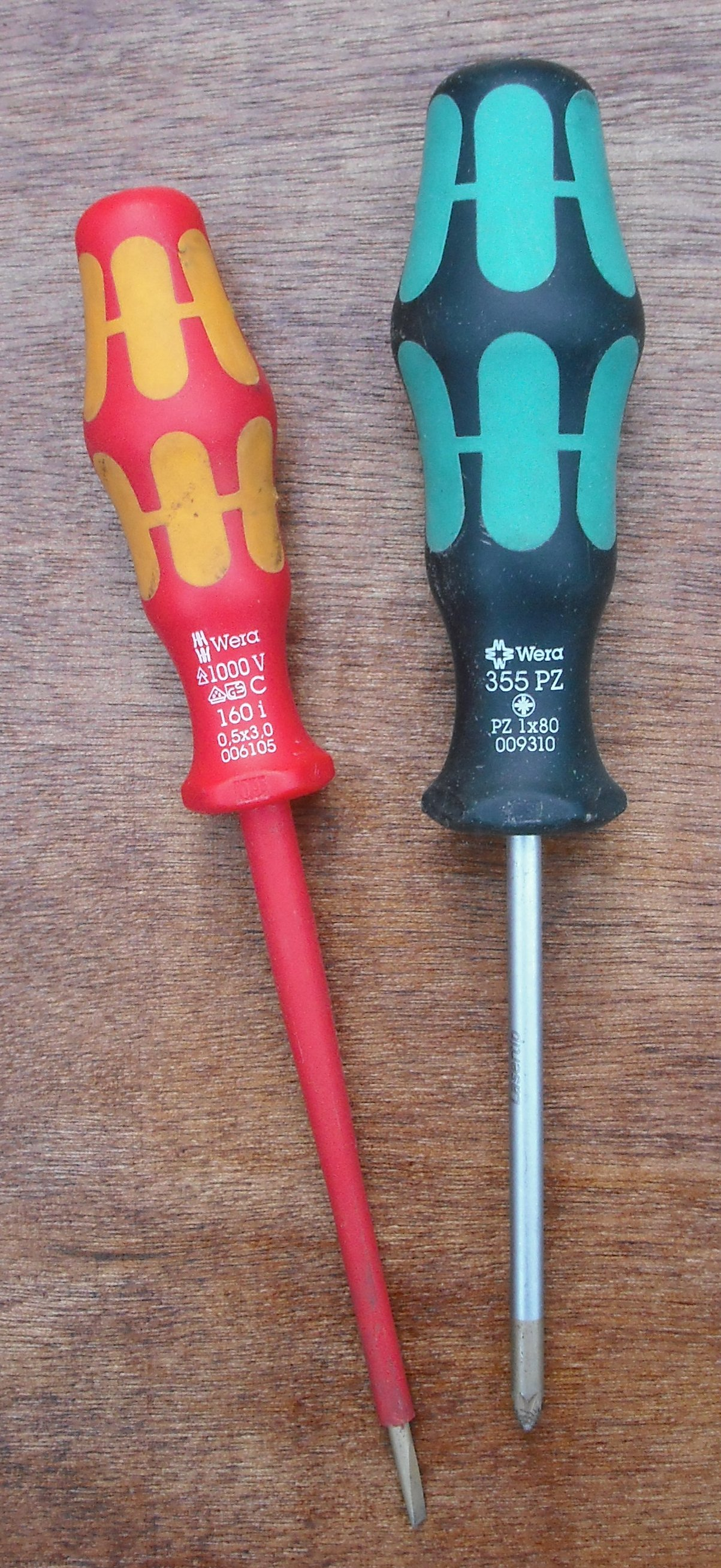
Образцы изделий компании

Компания выпускает отвёртки (в том числе с изолированными ручками отвечающие нормам VDE), гаечные ключи, шестигранные ключи, имбусовые ключи, трещоточные ключи с насадками, биты, динамометрический инструмент, обрезиненные молотки.
Инструмент Wera предназначен для специалистов, прежде всего для электромонтажников, строителей, автомехаников, мебельщиков.
Производственные мощности компании во время Второй мировой войны были разрушены. Восстановление компании после войны происходило под руководством Хайнца Амтенбрика.